# Chengguan, Huoqiu
Chengguan (kinesiska: 城关) är en köping i östra Kina. Den ligger i Huoqiu härad i staden Lu'an i provinsen Anhui, omkring 110 kilometer nordväst om provinshuvudstaden Hefei.